# Myrmecina mandibularis
Myrmecina mandibularis är en myrart som beskrevs av Hugo Viehmeyer 1914. Myrmecina mandibularis ingår i släktet Myrmecina och familjen myror. Inga underarter finns listade i Catalogue of Life.